# Sheylayongium pelegrini
Genre
Espèce
Synonymes
- Mastigoproctus pelegrini Armas, 2000

Sheylayongium pelegrini, unique représentant du genre Sheylayongium, est une espèce d'uropyges de la famille des Thelyphonidae.

## Distribution
Cette espèce est endémique de Cuba. Elle se rencontre dans les provinces de Pinar del Río et d'Artemisa et sur l'île de la Jeunesse.

## Description
Le mâle holotype mesure 30 mm.

## Systématique et taxinomie
Cette espèce a été décrite sous le protonyme Mastigoproctus pelegrini par Armas en 2000. Elle est placée dans le genre Sheylayongium par Teruel en 2018.

## Étymologie
Cette espèce est nommée en l'honneur de Pelegrín Franganillo Balboa.
Ce genre est nommé en l'honneur de Sheyla Yong.

## Publications originales
- Armas, 2000 "1998" : Los vinagrillos de Cuba (Arachnida: Uropgyi: Thelyphonidae). Poeyana, no 469, p. 1-10 (texte intégral).
- Teruel, 2018 : The true generic identity of Mastigoproctus pelegrini Armas, 2000: a new genus of Antillean whipscorpions (Thelyphonida: Thelyphonidae). Ecologica Montenegrina, vol. 17, p. 1-13 (texte intégral).